# Xung động uống rượu

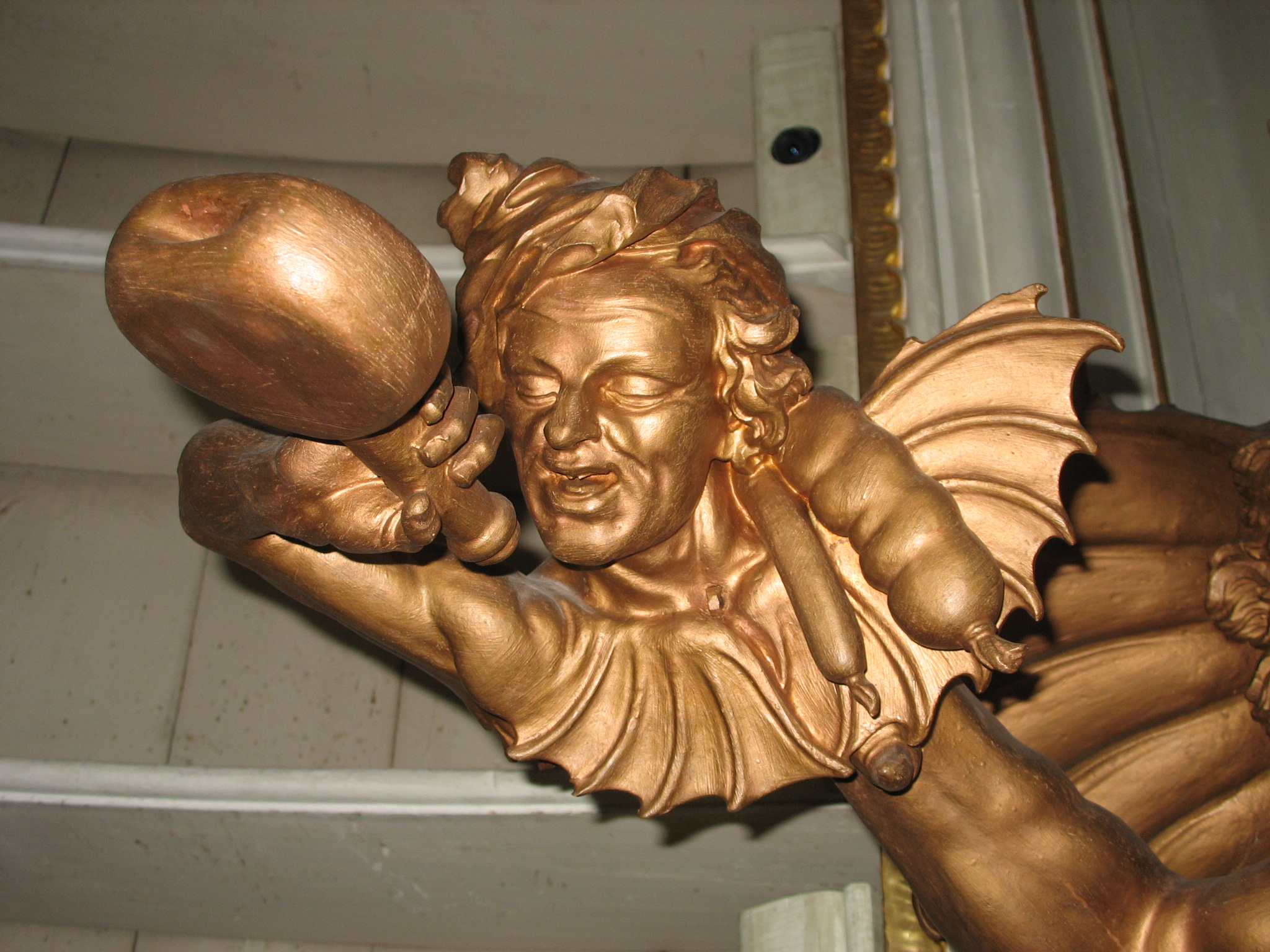
Dipsomania, một bức tranh khắc gỗ thế kỷ 18 của Josef Stammel trong thư viện của Tu viện Admont ở Áo.

Xung động uống rượu (tiếng Anh: dipsomania) là thuật ngữ lịch sử mô tả một triệu chứng liên quan đến cảm giác thèm rượu hoặc ma túy đến mức không kiểm soát được. Vào thế kỷ 19, thuật ngữ Dipsomania được sử dụng để chỉ nhiều vấn đề liên quan đến rượu, ngày nay hầu hết được gọi là rối loạn sử dụng rượu. Xung động uống rượu đôi khi vẫn được sử dụng để mô tả việc uống rượu thường xuyên, bị lệ thuộc. Dipsomania này bắt nguồn từ tiếng Hy Lạp dipso (tiếng Hy Lạp: "δίψα" nghĩa là khát) và mania nghĩa là hưng cảm.
Xung động uống rượu được đề cập trong phân loại ICD-10 của WHO như một mô tả thay thế cho Hội chứng lệ thuộc rượu, trong mã F10.26.

## Lịch sử
Thuật ngữ này được bác sĩ người Đức Christoph Wilhelm Hufeland đề xuất vào năm 1819 trong một cuốn sách. Trong lời tựa của sách, ông viết rằng ông đã dịch thuật ngữ "trunksucht" của bác sĩ người Nga gốc Đức Brühl-Cramer thành "dipsomania".

## Thao khảo
1. ↑  Black, Henry Campbell (1891). A Dictionary of Law: Containing Definitions of the Terms and Phrases of American and English Jurisprudence, Ancient and Modern; Including the Principal Terms of International, Constitutional, and Commercial Law; with a Collection of Legal Maxims and Numerous Select Titles from the Civil Law and Other Foreign Systems (bằng tiếng Anh). West Publishing Company.
2. ↑  Hasso Spode: Die Macht der Trunkenheit. Sozial- und Kulturgeschichte des Alkohols, Opladen 1993, pp. 125ff.
3. ↑  Kielhorn, Friedrich-Wilhelm (tháng 1 năm 1996). "The History of Alcoholism: Brühl-Cramer's Concepts and Observations". Addiction. 91 (1): 121–128. PMID 8822020. Bản gốc lưu trữ ngày 10 tháng 9 năm 2012 – qua Wiley Online Library.
4. ↑  Valverde, Mariana (1998). Diseases of the Will. Cambridge: Cambridge University Press. tr. 48. ISBN 978-0-521-64469-3. valentin magnan dipsomania.
5. ↑  Peters, Uwe Henrik. Lexikon Psychiatrie, Psychotherapie, Medizinische Psychologie. Dipsomania entry at Google Books.